# Serhij Krakowski
Serhij Wiktorowycz Krakowski, ukr. Сергій Вікторович Краковський, ros. Сергей Викторович Краковский, Siergiej Wiktorowicz Krakowski (ur. 21 lipca 1959 w Mikołajowie) – ukraiński piłkarz, grający na pozycji bramkarza, młodzieżowy reprezentant Związku Radzieckiego, trener piłkarski.

## Kariera piłkarska

### Kariera klubowa
Wychowanek DJuSSz Sudnobudiwnyk Mikołajów (od 1968) oraz\Internatu Sportowego w Kijowie (od 1975). Rozpoczął karierę piłkarską w 1976 w Sudnobudiwnyk Mikołajów, skąd w 1977 został zaproszony do Dynama Kijów. Rozegrał tylko jeden mecz w podstawowej jedenastce Dynama, występował głównie w rezerwowej drużynie. W 1980 przeszedł do Dnipra Dniepropietrowsk, z którym zdobył najwięcej sukcesów. W 1991 wyjechał do Izraela, gdzie bronił barw klubów Hapoel Cafririm Holon i Hapoel Hadera. W 1994 wrócił do ojczyzny i występował w Chimiku Żytomierz, w którym zakończył karierę piłkarską.

### Kariera reprezentacyjna
W 1979 zdobył Wicemistrzostwo Świata z radziecką reprezentacją U-20 w Japonii. Również został powołany do reprezentacji ZSRR na turniej finałowy Mistrzostw Świata w Meksyku w 1986. Jednak był tylko trzecim rezerwowym bramkarzem i nie rozegrał żadnego spotkania.

## Kariera trenerska
Po zakończeniu kariery piłkarskiej rozpoczął karierę trenerską. W 1995 został pomagać trenować bramkarzy w klubach Metałurh Zaporoże, Dnipro Dniepropietrowsk, Krywbas Krzywy Róg, Zirka Kirowohrad, Urałan Elista, Arsenał Kijów, Kubań Krasnodar oraz Dynamo Kijów. Od stycznia 2011 pracuje w sztabie szkoleniowym FK Rostów.

## Sukcesy i odznaczenia

### Sukcesy klubowe
- mistrz ZSRR: 1983, 1988
- wicemistrz ZSRR: 1987, 1989
- brązowy medalista Mistrzostw ZSRR: 1984, 1985
- zdobywca Pucharu ZSRR: 1989

### Sukcesy reprezentacyjne
- wicemistrz Świata U-20: 1979

### Sukcesy indywidualne
- wybrany do listy 33 najlepszych piłkarzy ZSRR (jako nr 3).

### Odznaczenia
- nagrodzony tytułem Mistrza Sportu ZSRR: 1978.